# Градволь, Эва-Мария
Эва-Мария Градволь (нем. Eva-Maria Gradwohl; род. 29 марта 1973, Вайц, Штирия), в девичестве Вильфинг (нем. Wilfing) — австрийская легкоатлетка, специалистка по бегу на длинные дистанции и марафону. Выступала на профессиональном уровне в 1997—2010 годах, многократная победительница и призёрка первенств национального значения, участница летних Олимпийских игр в Пекине.

## Биография
Эва-Мария Вильфинг родилась 29 марта 1973 года в городе Вайц, Австрия. В начале 1990-х годов серьёзно занималась велоспортом, выступала на юниорском уровне.
В 1994 году родила сына, вместе с семьёй проживала в коммуне Байердорф-бай-Ангер.
C 1997 года выступала в беге на длинные дистанции на различных местных пробегах по шоссе, проходила подготовку в клубе SV ADA Happy Run Anger под руководством тренера Харальда Бауэра.
В 1998 году дебютировала в марафонском беге, на Венском марафоне с результатом 3:10:40 заняла 17-е место.
В последующие годы её результаты постепенно росли, Градволь становилась чемпионкой Австрии в беге на 5000 метров (2004), беге на 10 км (2008), полумарафоне (2002, 2003, 2005, 2007), марафоне (2003, 2005, 2007). В 2005 и 2007 годах дважды попадала в десятку сильнейших Берлинского марафона, в 2006 году финишировала второй на Стокгольмском марафоне, побеждала на марафонах в Граце, Зальцбурге, Линце.
В апреле 2008 года на марафоне в Линце превзошла всех соперниц и установила свой личный рекорд — 2:30:51. Благодаря этому успешному выступлению удостоилась права защищать честь страны на летних Олимпийских играх в Пекине — в программе марафона показала время 2:44:24, расположившись в итоговом протоколе соревнований на 57-й строке.
Спортивная карьера Эвы-Марии Градволь закончилась в апреле 2010 года в связи с громким допинговым скандалом. Находясь на отдыхе в Хорватии, она вместе со своим другом, тренером по лыжным гонкам Вальтером Майером, который ранее дважды признавался виновным в нарушениях анти-допинговых правил, вступила в перепалку с прибывшими сотрудниками Национального анти-допингового агентства Австрии и отказалась делать допинг-тест. Директор агентства Андреас Шваб отметил, что отказ от сдачи является серьёзным нарушением и приравнивается к положительному результату анализа, поэтому спортсменку за это дисквалифицируют. Градволь, в свою очередь, заявила об уходе из спорта, поскольку ей надоели постоянные унизительные проверки, мешающие личной жизни. Её дисквалифицировали в июле сроком на 2 года.